# Pierre II (roi de Sicile)
Pour les articles homonymes, voir Pierre II.
Pierre II de Sicile (Catane, 24 juillet 1305 – Calascibetta, 15 août 1342), fils aîné de Frédéric II de Sicile et d'Éléonore d'Anjou, roi de Sicile en association avec son père le 19 avril 1321 puis seul à la mort de ce dernier du 25 juin 1337 à sa mort.

## Biographie
Ses parents ont connu un règne marqué par des conflits entre le trône et la noblesse, en particulier les vieilles familles de Vintimille, Palizzi et Chiaramonte, et par la guerre entre la Sicile et Naples. Pendant la descente (1310-1312) en Italie de l'empereur Henri VII, le roi Frédéric II de Sicile entame des négociations avec l'empereur dans le but de fiancer son fils Pierre avec la fille d'Henri, Béatrice ; mais les négociations, sont abandonnées en 1312, Henri préférant s'allier aux Anjou. 
Le 12 juin 1314, le Parlement sicilien, au mépris de l'accord signé lors de la Paix de Caltabellotta, confirme Frédéric roi de Sicile et reconnaît Pierre comme héritier du trône, et donc successeur de Frédéric, à sa mort. La guerre reprend alors entre Angevins et Aragonais pour le contrôle de la Sicile, qui avait commencé avec la révolte des Vêpres, et, en 1321, le roi Frédéric II, avec l'approbation du parlement sicilien, associe son fils au trône, confirmant par cet acte que l'accord de Caltabellotta, qui prévoyait la restitution de la couronne aux Angevins, était définitivement naufragé. La guerre reprit une nouvelle fois (les flottes des deux camps s'affrontèrent, lors du siège de Gênes) et le pape Jean XXII jeta l'interdit sur la Sicile (Jean XXII ne l'annula qu'en 1334, peu avant sa mort).
Le fait que Pierre ait été associé au trône est confirmé dans une lettre datée du 20 mai 1326, envoyée à son neveu, le futur roi d'Aragon, Alphonse IV (domino infanti Alfonos...domini regis Aragonum primogenitor...comiti Urgellensi) par Frédéric III (Fredericus...rex Trinacrie...cum...domina Elyonora...regina Trinacrie...consorte nostra... [et] rege Petro secundo primogenitor cum consorte eius). 
Son règne personnel commence sous l'influence des frères Mathieu et Damien Palice, qui doivent quitter l'île sous la pression du peuple révolté par leur tyrannie. Ils se réfugient à Pise tandis qu'à leur départ, leur palais est détruit et leurs biens distribués aux soldats. Les villes dont ils jouissaient sont données au prince Jean. Les troubles étant calmés, le roi commence un voyage en Sicile mais tombe subitement malade et meurt le 15 août 1342. Il est enterré dans la cathédrale de Palerme. Son fils aîné, Louis, âgé de quatre ans, lui succède sous la tutelle de sa mère et de son oncle, Jean, qui devient régent. 
Sous son règne, les Napolitains conquièrent les îles Lipari et prennent les villes de Milazzo et Termini en Sicile même.  
Considéré par ses contemporains comme un faible d'esprit, il est même qualifié par Giovanni Villani, dans sa Nuova Cronica "presque un imbécile" (latin italianisé : quasi un mentacatto) et Nicola Speciale, dans son Historia Sicula, le qualifie de "pur et simple" (purus et simplex). 

## Mariage et descendance
Il épouse à Catane le 23 avril 1322 Élisabeth de Carinthie, fille d'Othon III du Tyrol et d'Euphémie de Silésie-Liegnitz, qui lui donne neuf enfants :
- Constance (1324 † 1355, de la peste noire), régente pour son frère de 1352 à 1354 ;
- Éléonore (1325 † 1375), reine d'Aragon ;
- Béatrice (1326 † 1365), comtesse palatine du Rhin ;
- Euphémie (1330 † 1359) ;
- Violante (1334 † jeune) ;
- Louis (1337 † 1355) ;
- Jean (1340 † 1353) ;
- Frédéric (1341 † 1377) ;
- Blanche (1342 † vers 1373), qui épouse le comte Jean Ier d'Empúries, fils de Raymond-Bérenger d'Aragon, lui-même file cadet du roi Jacques II d'Aragon.

## Sources
- L'art de vérifier les dates...